# Mario Rodríguez (gwatemalski piłkarz)
Mario Rafael „Loco” Rodríguez Rodríguez (ur. 14 września 1981 w mieście Gwatemala) – gwatemalski piłkarz występujący na pozycji prawego skrzydłowego, reprezentant Gwatemali.

## Kariera klubowa
Rodríguez pochodzi ze stołecznego miasta Gwatemala i jest wychowankiem tamtejszych zespołów Aurora FC i USAC, skąd przeniósł się do klubu CSD Comunicaciones. Tam już w swoim debiutanckim sezonie Apertura 2002 wywalczył mistrzostwo kraju i sukces ten powtórzył pół roku później, podczas rozgrywek Clausura 2003. W sezonie Apertura 2003 zdobył za to tytuł wicemistrza Gwatemali. W lutym 2004, podczas spotkania derbowego z Municipalem, niefortunnie zderzył się z bramkarzem przeciwników, Dannym Ortizem, co spowodowało wewnętrzne obrażenia i śmierć drugiego z wymienionych piłkarzy.
W 2004 roku Rodríguez podpisał umowę ze stołecznym CSD Municipal. Po zdobyciu z nim trzeciego już w swojej karierze mistrzostwa Gwatemali, w sezonie Clausura 2005, został graczem amerykańskiej drużyny Columbus Crew. W Major League Soccer zadebiutował 23 kwietnia 2005 w przegranym 0:2 spotkaniu z Colorado Rapids, natomiast jedynego gola dla Crew zdobył 29 czerwca tego samego roku w zremisowanej 1:1 konfrontacji z Kansas City Wizards. W 2006 roku przeszedł do Miami FC z drugiej ligi amerykańskiej – USL First Division, gdzie spędził rok i został drugim najlepszym strzelcem zespołu, zaraz za Romário.
Na początku 2007 roku Rodríguez po raz kolejny wrócił do Gwatemali, gdzie został graczem swojego byłego klubu, Municipalu. Z miejsca został czołowym piłkarzem tej drużyny i przeważnie pełnił w niej rolę najskuteczniejszego zawodnika. W sezonie Clausura 2008 wywalczył z nim mistrzostwo kraju, natomiast podczas Apertura 2008 wicemistrzostwo. W marcu 2009 był bliski przenosin do koreańskiego Chunnam Dragons, jednak transfer ostatecznie nie doszedł do skutku, a sam piłkarz pozostał w Municipalu, pomagając mu w zdobyciu kolejnego tytułu wicemistrzowskiego w rozgrywkach Clausura 2009. W sezonach Apertura 2009 i Clausura 2010 zdobył odpowiednio czwarte i piąte mistrzostwo Gwatemali. Później jego ekipa straciła miano najlepszej w kraju, zdobywając dwa kolejne tytuły wicemistrzowskie w rozgrywkach Apertura 2010 i Clausura 2011, natomiast w sezonie Apertura 2011 ponownie zanotowała mistrzostwo. Podczas sezonu Clausura 2012 Rodríguez wywalczył swoje piąte wicemistrzostwo z Municipalem.

## Kariera reprezentacyjna
W seniorskiej reprezentacji Gwatemali Rodríguez zadebiutował 17 stycznia 2003 w zremisowanym 0:0 meczu towarzyskim z Salwadorem. W tym samym roku został powołany przez meksykańskiego selekcjonera Víctora Manuela Aguado na Złoty Puchar CONCACAF, gdzie wystąpił w jednym meczu, a jego drużyna nie wyszła z grupy. Pierwszego gola w kadrze narodowej strzelił 8 czerwca 2005 w przegranym 2:3 spotkaniu z Kostaryką, wchodzącym w skład eliminacji do Mistrzostw Świata 2006, na które Gwatemalczycy ostatecznie się nie zakwalifikowali.
W 2007 roku Rodríguez znalazł się w ogłoszonym przez szkoleniowca Hernána Darío Gómeza składzie na Złoty Puchar CONCACAF. Tam rozegrał wszystkie cztery mecze, za to jego kadra zakończyła swój udział w turnieju na ćwierćfinale. Wziął udział w sześciu meczach w ramach eliminacji do Mistrzostw Świata 2010, dwukrotnie wpisując się w nich na listę strzelców – w wygranych odpowiednio 6:0 i 4:1 konfrontacjach z Saint Lucia i Kubą. Gwatemala ponownie nie zdołała jednak awansować na mundial. Wystąpił również w eliminacjach do Mistrzostw Świata 2014, zdobywając trzy bramki – jedną w wygranym 4:0 pojedynku z Saint Vincent i Grenadynami, a także dwie w wygranym 3:0 rewanżu z tym samym przeciwnikiem.